# Pantalla led

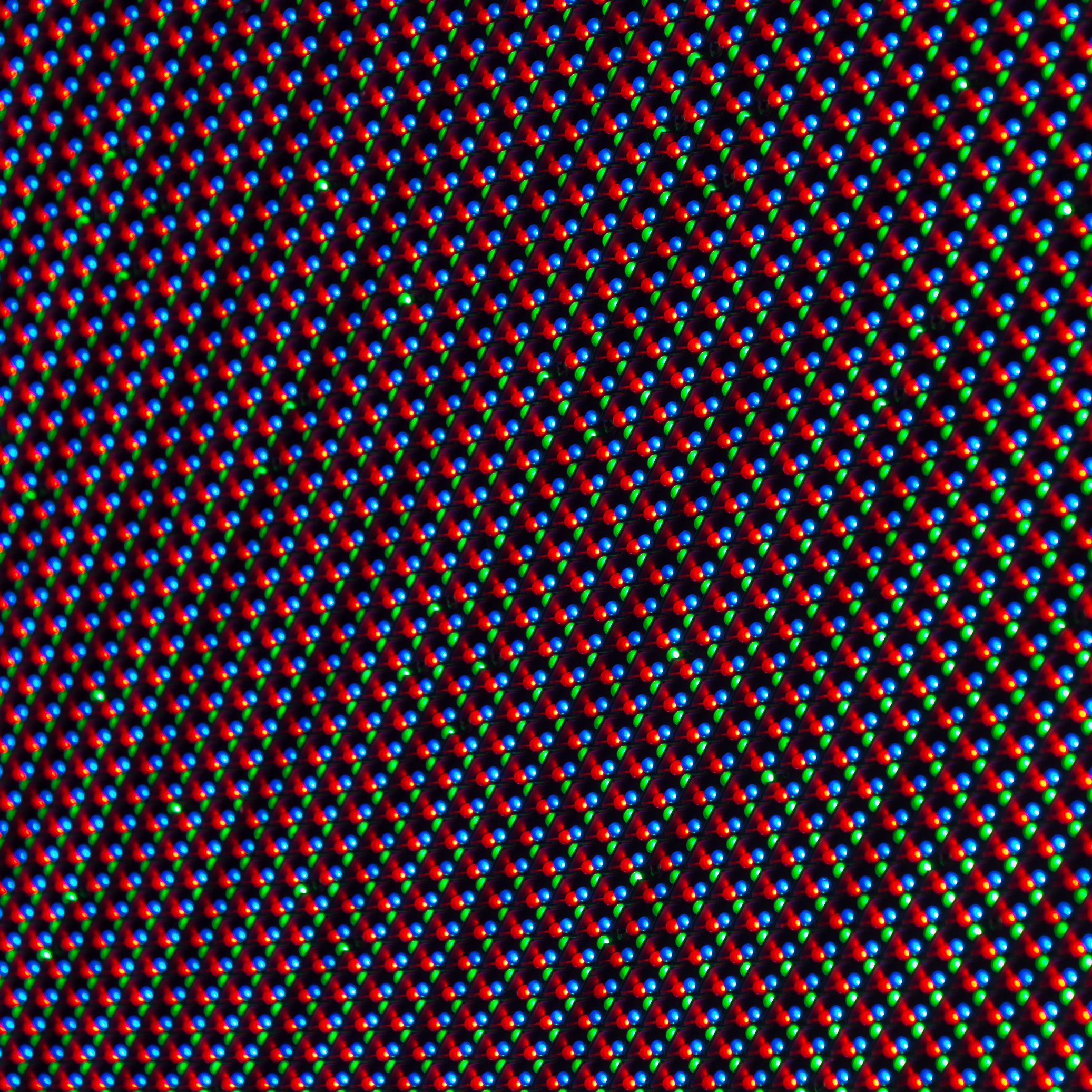
Vista detallada de una pantalla led con una matriz de diodos rojos, verdes y azules.

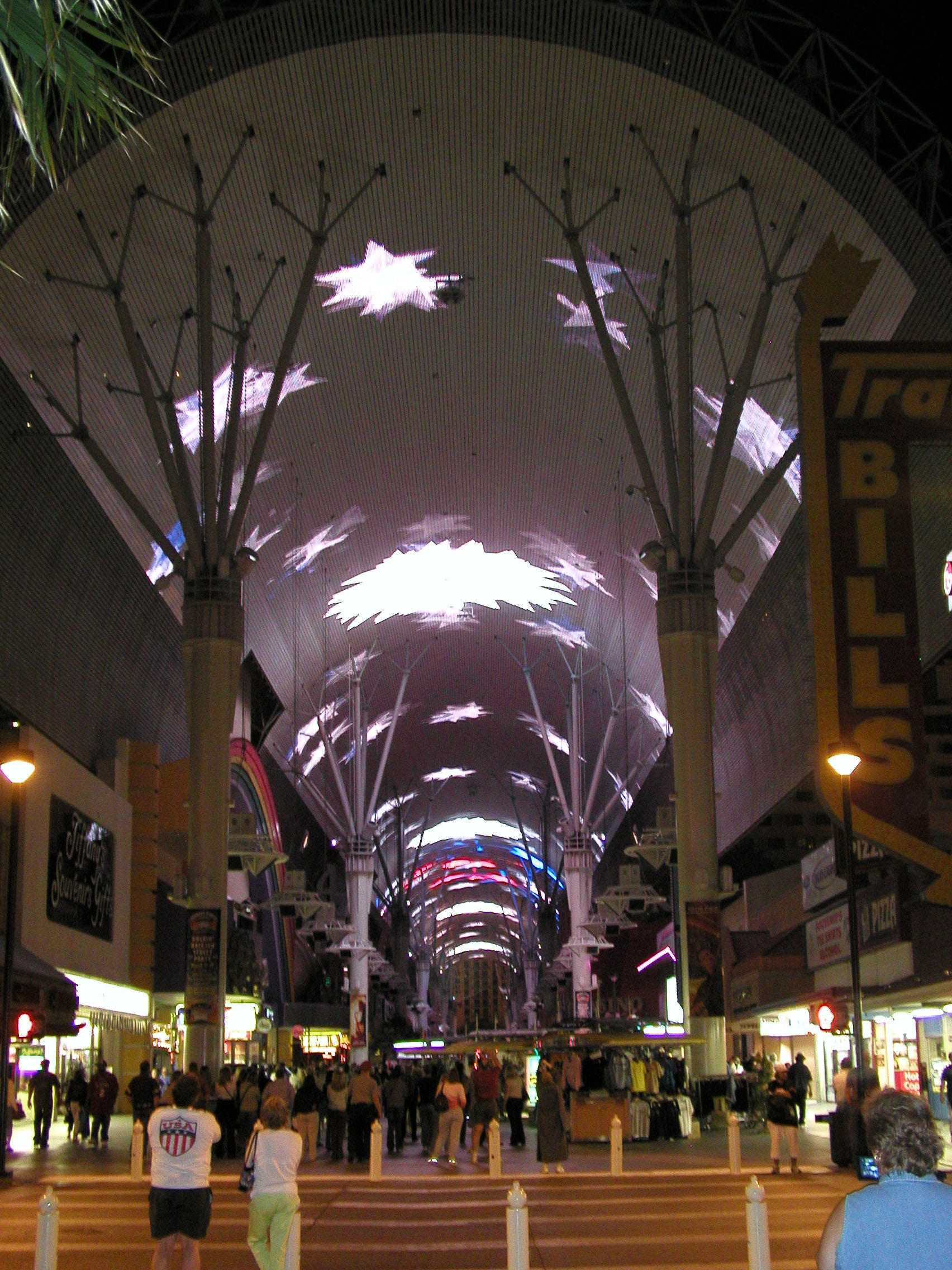
La pantalla led de de largo en Fremont Street Experience en el centro de Las Vegas, Nevada, es a julio de 2023 la más grande del mundo.

Una pantalla de led es un dispositivo electrónico conformado por ledes que puede desplegar datos, información, imágenes, vídeos, etc. a los espectadores cercanos a la misma. Se caracteriza por estar compuesto por diodos emisores de luz o ledes (de las siglas inglesas LED, de light-emitting diode).
Este tipo de pantallas no deben ser confundidas con las pantallas LCD o Plasma con iluminación led de fondo, empleados actualmente en ordenadores portátiles, monitores y televisores. Donde las últimas mencionadas, si contienen ledes, solamente como iluminación de fondo (o backlight en inglés), para aumentar el brillo, nitidez, contraste, etc., de estos equipos con esta excelente tecnología.
La pantalla electrónica de ledes se compone de pixeles mediante módulos o paneles de ledes (diodos emisores de luz), ya sean monocromáticos (un solo color de led), Bicolor (dos tipos de colores de ledes) o policromáticos: estos últimos se conforman a su vez con ledes RGB (rojo, verde y azul, los colores primarios del espectro de color aditivo). Dichos ledes forman píxeles, lo que permite formar caracteres, textos, imágenes y hasta vídeo, dependiendo de la complejidad de la pantalla y el dispositivo de control. Las adaptaciones más frecuentes para las pantallas de led son: pantallas (display) indicadores, informativos, publicitarios y de alta resolución de vídeo a todo color para conciertos, fines publicitarios, proyectos arquitectónicos, teatros, actos públicos, etc. Debido a su gran resistencia, maniobrabilidad, simplicidad para lograr la dimensión deseada de pantalla, omisión de separaciones entre uniones de módulos o paneles, vida útil muy superior, facilidad para su mantenimiento, etc., se adapta fácilmente a los espacios en la intemperie o para uso interior. 
En pantallas de ledes con pixeles RGB se obtiene una paleta de colores, a través de la mezcla aditiva de la luz, para así obtener un despliegue de varios millones de colores al que puede llegar cualquier proyector, televisor o monitor convencional.

## Usos principales
El uso de pantallas de ledes se ha extendido y masificado en la actualidad. Se destacan para mostrar información y publicidad visible desde grandes o pequeñas distancias. 
En comparación con los letreros publicitarios o los carteles estáticos, las pantallas de ledes ofrecen un dinamismo y vanguardia para un medio de información más rápido, fácil de sustituir y atractivo para la atracción de espectadores. 
El sistema de control de las pantallas de ledes se puede realizar de una forma centralizada (RED local con cable UTP CAT5 o CAT6 para mayor confiabilidad de transmisión de datos) o a distancia (con fibra óptica, red inalámbrica o control 3G o 4G). También es posible destacar el uso de pantallas gigantes de tecnología led policromáticas de alta resolución, con vídeo a todo color en actos multitudinarios, donde es imposible tener una buena visión de lo que sucede: conciertos, mítines, actos públicos, competiciones, estadios, etc. No hay que olvidar los avisos led decorativos, que en muchas ocasiones forman parte de la propia iluminación del lugar, tales como discotecas, bares, suelos y paredes de pistas de baile, centros comerciales, etc.

### Pantallas gigantes de led
Las pantallas gigantes led comúnmente se fabrican de una forma modular (varios módulos para conformar la pantalla completa), con propósito de facilitar la instalación, transporte y mantenimiento. Un Módulo o Gabinete tiene ciertas características que se suman al montar varios módulos o gabinetes. Las características principales de las pantallas de ledes son: la distancia entre pixeles (pixel pitch; se mide en milímetros), el tipo de ledes sea DIP (del inglés Direct In-line Package) o SMD (del inglés Surface Mounted Diode), la resolución (en función de la cantidad de píxeles y la tecnología implementada), la potencia máxima de consumo (vatios), la protección IP (resistencia a condiciones del ambiente) y la calidad de los ledes (existen bastantes tipos y marcas) que determinarán la vida, brillo, nitidez, contraste y confiabilidad de nuestra pantalla.123

#### Pantallas gigantes de ledes para exteriores

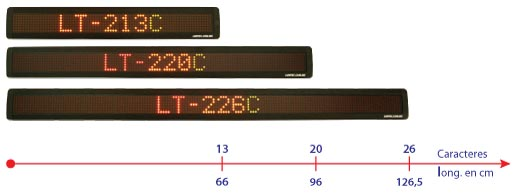
Relación entre longitud y cantidad de los caracteres alfanuméricos

Las pantallas gigantes de ledes para exteriores tienen que ser protegidas contra daños producidas por el medio ambiente: como el calor/frío, el polvo, el viento y la lluvia. La protección se indica con un grado para la parte Frontal y un grado para la parte trasera (Grado de protección IP). Una pantalla con el índice de IP65/IP47, por ejemplo, está protegida frontalmente contra polvo con el grado 6 y contra lluvia con el grado 5, por la parte trasera cuenta con una protección con un grado de 4 contra polvo y grado 7 contra lluvia. Su resolución (directamente relacionada con la calidad de la imagen) se mide a través de la distancia entre sus pixeles, medida por lo general en milímetros. En el caso de las pantallas del tipo real pixel (un led rojo, uno azul y uno verde), en el cual tres ledes conforman cada píxel, la cantidad de pixeles abarcada tanto en la longitud horizontal como en la vertical, determinará la calidad de la pantalla; ejemplo: pixel pitch de 10 mm = 1 pixel cada 10 mm, con lo cual en 100 mm de distancia horizontal o vertical habría 10 pixeles. De la misma forma, con las pantallas de tipo «tecnología virtual de pixeles» (dos ledes rojos, uno azul y un verde), donde se encuentran cuatro ledes para formar un píxel. Esta tecnología de pixeles virtuales crea una mayor densidad de pixeles en la pantalla de ledes, ya que se perciben (ante la óptica humana) pixeles entre centros de pixeles. Con lo cual se puede obtener pixeles virtuales (pixeles que no existen realmente, pero que se crean entre los centros de pixeles reales).

### Pantallas monocromáticas, bicolor o tricolor
Las pantallas monocromáticas, bicolor o tricolor de ledes son pantallas dedicadas a mostrar caracteres regulares alfanuméricos. También pueden mostrar gráficos, pero de forma limitada. Estas pantallas pueden conformarse de ledes de un solo color, bicolores o tricolores, con los cuales se pueden mostrar textos, números y algunos gráficos de baja resolución. Se pueden implementar en interiores o exteriores.
Para exteriores estas pantallas cuentan con ledes súper brillantes para una legibilidad adecuada a la luz del día.

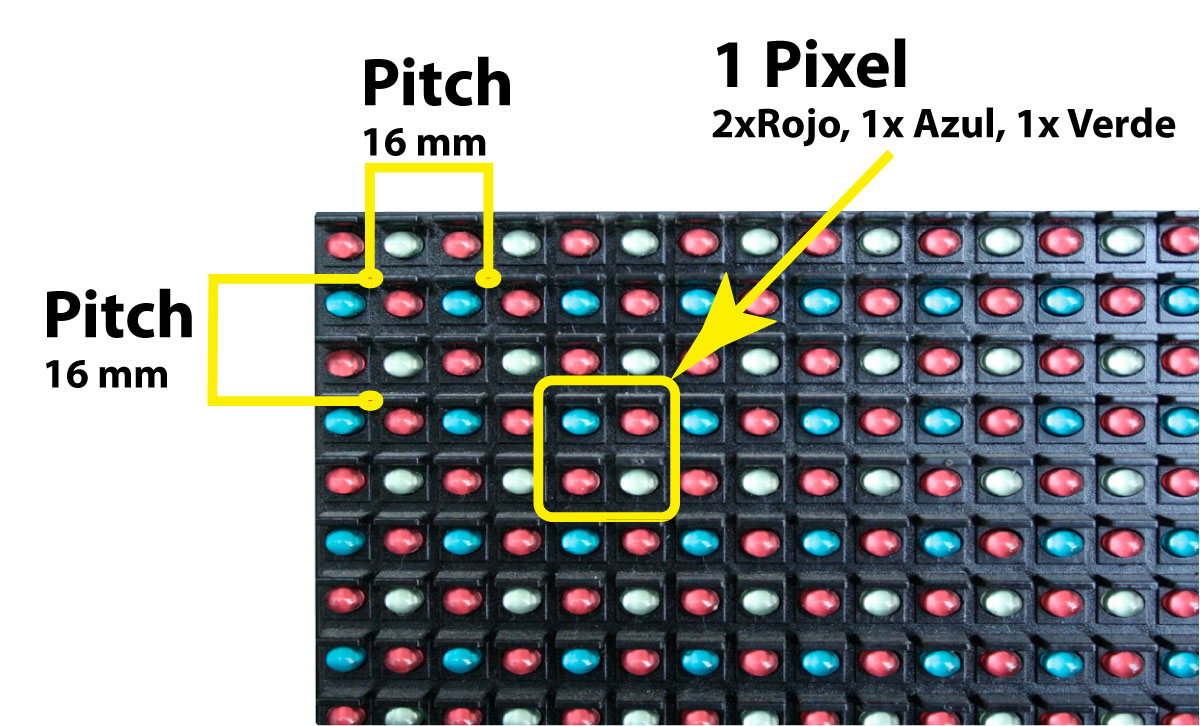
Esquema de una pantalla con un pitch de 16 mm

### Distancia entre píxeles (pitch)
La distancia entre píxeles, conocida también con la palabra inglesa pixel pitch es la medida de la distancia entre los centros de los pixeles de una pantalla de ledes. Cuanto mayor sea el pixel pitch, mayor será la separación de pixeles, ya sean pixeles RGB (rojo, verde y azul) o sean pixeles de un solo color, bicolor o tricolor. El pixel pitch también influye en la distancia de visualización, es decir, cuanto más pequeño sea el pixel pitch, la pantalla se podrá visualizar de forma más cercana con buena calidad. Esto no aplica para pantallas monocromáticas, bicolor o tricolor las cuales su función principal es mostrar textos, números o gráficos de baja resolución.
Se sugiere que las pantallas led a todo color cuenten con al menos 49 000 pixeles totales, más el usuario es el que debe de optar por un mayor o menor número de pixeles dependiendo de su área, caso o necesidad. Ya que pueden existir casos en que el usuario no requiera de mucha resolución como en el caso de las pantallas perimetrales a nivel de cancha en los estadios de fútbol soccer que solo requieren mostrar textos o logotipos a distancias muy lejanas a las que las podrían ver los espectadores.
Se sugiere para una buena resolución lo siguiente:
- Pantalla con pixel pitch de 2 mm para poder visualizarse la pantalla bien desde 0.5 metros y hacia atrás.
- Pantalla con pixel pitch de 3 mm para poder visualizarse la pantalla desde 1 metros y hacia atrás.
- Pantalla con pixel pitch de 4 mm para poder visualizarse la pantalla desde 2 metros y hacia atrás.
- Pantalla con pixel pitch de 5 mm para poder visualizarse la pantalla desde 3 metros y hacia atrás.
- Pantalla con pixel pitch de 6 mm para poder visualizarse la pantalla desde 4 metros y hacia atrás.
- Pantalla con pixel pitch de 8 mm para poder visualizarse la pantalla desde 6 metros y hacia atrás.
- Pantalla con pixel pitch de 10 mm para poder visualizarse la pantalla desde 8 metros y hacia atrás.
- Pantalla con pixel pitch de 16 mm para poder visualizarse la pantalla desde 14 metros y hacia atrás.

Estos ejemplos serían al visualizar la pantalla a nivel de suelo, si se le brinda una altura a la pantalla, la distancia mínima de visualización sería más cercana.

### Tecnología modular
La mayor ventaja que posee una pantalla electrónica de led compuesta de módulos con píxeles de led, es que puede formarse o construirse sin limitante de dimensión alguna. Puede ser muy pequeña o completamente gigante o mega gigante. No existe límite en estas pantallas por ser modulares. Y por ende al ser modulares no existen espacios entre la unión de módulos o gabinetes de led, estas pantallas se rigen en base al tamaño del módulo que conforma los píxeles y dependiendo del píxel pitch (cada fabricante puede tener su propio tamaño de módulo o bien su módulo específico en cuanto a dimensión de longitud y altura), se puede dar el caso en que un fabricante tenga módulos fabricados en una dimensión específica para evitar que la competencia lo reemplace, ya que cada módulo se fabrica en serie y mediante molde específico. Estos módulos se encuentran en todo tipo de presentaciones o variedades, es decir con diversos fabricantes de marcas de ledes, diversas intensidades, diversas calidades y presentaciones en DIP o SMD (también existen en presentación DOT Matrix, la cual es más costosa que el SMD, pero ya no es muy común, se descontinuó la fabricación por su alto costo). Pueden ser diseñados para interiores, exteriores, para usos arquitectónicos (Flexibles o especiales sobre la base de su requerimiento) o para usos específicos.
En lugares de instalación en donde el ambiente es muy agresivo (por ejemplo cerca del mar, en donde el aire contiene mucho polvo o sal) se recomienda que los módulos contengan un recubrimiento de barniz especial, así como en sus fuentes de poder y gabinetes (en caso de ser de acero y no de aluminio). Existen distintos tipos de barnices o resinas usadas para proteger la electrónica del módulo led. Según el tipo de resina y aplicación podemos distinguir 2 recubrimientos de protección para módulos led:

##### Módulos led con recubrimiento AOB (del inglésAdmixture On Board)
Significa ‘aditivo sobre placa’ y consiste en la aplicación de una fina capa de resina epóxica transparente en espray después de la fabricación. Esto permite proteger las soldaduras de los ledes ante el polvo y la humedad aumentando también la resistencia de los ledes ante impactos y abrasiones. Este método de protección es el más habitual en pantallas led para exteriores.

##### Módulos led con recubrimiento GOB (del inglésGlue On Board)
Significa ‘adhesivo sobre placa’ y consiste en la aplicación de resina líquida transparente que cubre totalmente la cara anterior del módulo led. Este recubrimiento añade varios milímetros de grosor adicional por encima de los diodos led sellando por completo la parte frontal del módulo. De este modo se crea una capa transparente y estanca que proporciona una protección completa de la electrónica ante los elementos. Esta tecnologías está especialmente indicada para pantallas led de exterior instaladas en ambientes agresivos para equipos electrónicos.